# Thienemannimyia tuberculata
Thienemannimyia tuberculata är en tvåvingeart som beskrevs av Chaudhuri och Debnath 1987. Thienemannimyia tuberculata ingår i släktet Thienemannimyia och familjen fjädermyggor. Inga underarter finns listade i Catalogue of Life.